# Эд II (граф Труа)
Эд II (фр. Eudes; умер после 27 октября 886) — граф Труа (871—876 годы), граф Тоннера (упоминается в 877 году).

## Биография
Эд II, вероятно, был сыном графа Труа Эда I и Вандильмодис. О нём известно очень мало. Эд, вероятно, унаследовал графство Труа после смерти графа Эда I или получил его от короля. Он также имел владения в Шатодене, поэтому некоторые историки называют его «граф Шатодена». В 876 году Эд уступил Труа своему младшему брату Роберту I. В 877 году Эд назван графом Тоннера. Последний раз он упоминается 27 октября 886 года.